# 이와세국

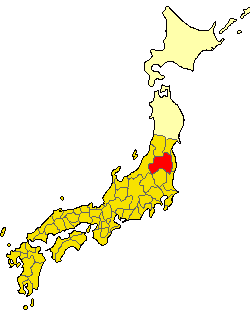
이와세노쿠니의 위치 (718년)

이와세노쿠니(일본어: 石背国)는 일본의 옛 구니로, 현재의 후쿠시마현 아이즈, 나카도리에 해당한다. 두 차례나 만들어졌다.

## 나라 시대
718년 요로 율령에 의해 무쓰노쿠니에서 분할·설치되었다. 722년부터 724년 3월에 걸쳐 무쓰노쿠니에 다시 합쳐졌다.

## 메이지 시대
1868년에 설치된 이와시로노쿠니와는 거의 동일하다. 기나이의 야마시로노쿠니가 나라 시대에는 「山背国」라고 표기된 점에서 「石背」도 「이와세/이하세」가 아닌 「이와시로/이하시로」로 읽는 것으로 여겨지고 있다.

## 같이 보기
- 이와시로국